# Eulepidotis superior
Eulepidotis superior är en fjärilsart som beskrevs av Achille Guenée 1852. Eulepidotis superior ingår i släktet Eulepidotis och familjen nattflyn. Inga underarter finns listade i Catalogue of Life.